# بخش بولبیگد
بخش بولبیگد (به سوئدی: Bollebygds kommun) یک ناحیه شهری در سوئد است که در شهرستان وسترا گوتلاند واقع شده‌است.